# Rouvres-les-Bois
Rouvres-les-Bois är en kommun i departementet Indre i regionen Centre-Val de Loire i de centrala delarna av Frankrike. Kommunen ligger i kantonen Levroux som tillhör arrondissementet Châteauroux. År 2022 hade Rouvres-les-Bois 278 invånare.

## Befolkningsutveckling
Antalet invånare i kommunen Rouvres-les-Bois
Referens:INSEE